# 波波夫判據
波波夫判據（Popov criterion）是非線性控制以及穩定性理論中的穩定性判據，由Vasile M. Popov所提出，是針對非線性特性滿足開區間條件（open-sector condition）之非線性系統的絕對穩定性。Popov準則只適用於非時變的非線性系統，而圓判據可以用在時變的非線性系統。

## 系統敘述
波波夫研討的，是Lur'e系統中的一子集合，可以用下式描述：
{\displaystyle {\begin{aligned}{\dot {x}}&=Ax+bu\\{\dot {\xi }}&=u\\y&=cx+d\xi \end{aligned}}}
{\displaystyle {\begin{matrix}u=-\varphi (y)\end{matrix}}}
其中x ∈ Rn、ξ,u,y是純量，A,b,c和d的維度相稱。非線性元件Φ: R → R是在開區間(0, ∞)內的非時變非線性元件，也就是說Φ(0) = 0，針對其他不為零的y值，yΦ(y) > 0 。
波波夫研究的系統在原點有個極點，沒有直接從輸入到輸出的路徑，其u到y的傳遞函數為
{\displaystyle H(s)={\frac {d}{s}}+c(sI-A)^{-1}b}

## 準則
若上述系統符合以下特性
1. A 是赫尔维茨矩陣
2. (A,b) 可控制
3. (A,c) 可觀察
4. d > 0 且
5. Φ ∈ (0,∞)

則系統全域穩定的條件是存在一數r > 0，使得{\textstyle \inf _{\omega \,\in \,\mathbb {R} }\operatorname {Re} \left[(1+j\omega r)H(j\omega )\right]>0.}